# Die Hohepriesterin
Die Hohepriesterin, manchmal auch Die Päpstin, ist eine der auch große Arkana genannten Trumpfkarten des Tarot. In der Folge der Trümpfe trägt die Karte die Nummer II.

## Darstellung

### Ältere Decks

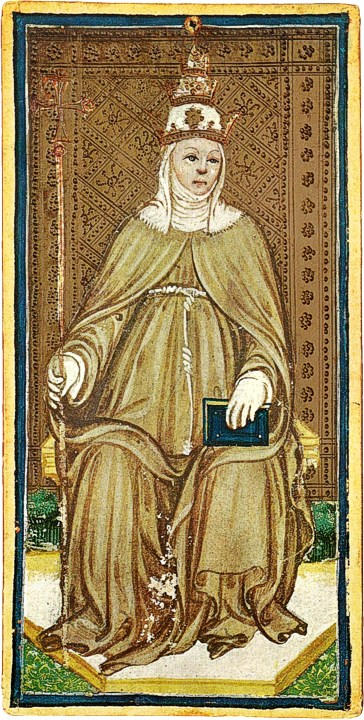
Die Päpstin in den Pierpont-Morgan-Bergamo Tarocchi

Die Päpstin erscheint bereits in den Visconti-Sforza-Trionfikarten, den ältesten erhaltenen Beispielen der Tarotkarten aus dem Italien des 15. Jahrhunderts. So wird sie im sogenannten Pierpont-Morgan als auf einem Stuhl oder Thron sitzende Nonne im braunen Habit der Franziskaner mit weißem Zingulum und weißem Schleier gezeigt, die auf dem Kopf die päpstliche Tiara trägt. In ihrer rechten Hand hält sie einen Stab oder ein Szepter und in der linken ein geschlossenes Buch, vielleicht ein Brevier. Über dem Habit trägt sie einen weiten Mantel, der über die Füße fällt, wie er bei manchen Bettelorden getragen wird.
Diese frühen Trionfi-Karten tragen zwar keine Titel, der Name La papessa erscheint jedoch in den Sermones de Ludo cum Aliis, einem italienischen Manuskript aus der zweiten Hälfte des 15. Jahrhunderts, das die früheste bekannte Liste mit Namen der Trümpfe des Tarot enthält. Der fromme Autor diese „Predigten über das Würfelspiel“ merkt neben dem Namen der Päpstin an: „O ihr Elenden, die ihr den christlichen Glauben verleugnet“, er kennzeichnet die Päpstin als eine besonders unchristliche Karte in dem in seinen Augen ohnehin unchristlichsten aller Spiele: „Kein Spiel auf der Welt ist Gott so ein Greuel wie das Spiel der Trümpfe.“

### Marseille-Deck
Die Darstellung der Päpstin im Marseille-Tarot, auf das die modernen Formen des Tarot sämtlich zurückgehen, zeigt einige Änderungen gegenüber den Trionfi-Karten: Das Buch hält die Päpstin nun aufgeschlagen in ihrem Schoß. Sie hält es mit der linken Hand, manchmal auch mit beiden Händen, so etwa in dem Deck von Jean Dodal von 1701. Mantel und Habit sind nun nicht braun, sondern farbig, der Mantel meist rot, und statt des Zingulums trägt sie über die Brust gekreuzt eine häufig mit Kreuzen bestickte Stola. Die Figur wird nicht mehr frontal, sondern im Halbprofil von links sitzend gezeigt. Hinter ihr befindet sich ein Schleier oder ein Teil eines Baldachins.
Diese Form der Darstellung blieb bei den traditionellen Decks bis heute im Wesentlichen unverändert. Variationen betreffen die Handhaltung und die Farben der Kleidung, für die sich keine Tradition etabliert hat, weshalb Versuche, diesen Farben eine esoterische Bedeutung zu geben, jedenfalls ohne historische Grundlage sind. Diese weitgehende Konstanz der Ikonografie ist insgesamt festzustellen, bei einzelnen Decks kann es jedoch durchaus Abweichungen geben. So wird im sogenannten Rosenwald Sheet die Päpstin ohne Schleier und dafür mit langem, fließenden Haar dargestellt, das Buch hält sie in der Rechten und in der Linken einen großen Schlüssel, wobei man an die Schlüssel Petri zu denken hat.

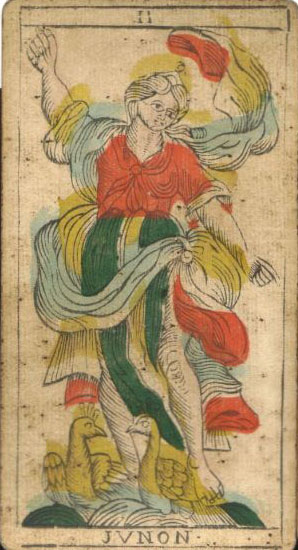
Junon im Besançon-Tarot

Eine starke und verbreitete Abweichung gibt es allerdings in Tarots des sogenannten Besançon-Typs, die von 1750 bis 1850 in Südfrankreich, der Schweiz und Süddeutschland hergestellt und verbreitet wurden, in diesen Tarots wurde nämlich die Päpstin durch die römische Göttin Juno und der Papst durch den Gott Jupiter ersetzt. Vermutlich geschah das aus religiösen Rücksichten, denn die Darstellung eines Papstes und gar einer Päpstin in einem Kartenspiel galt als besonders frevelhaft, wie man oben gesehen hat. Aus noch weiter gehender Rücksichtnahme wurden in Italien im Bologneser Tarot die anrüchigen Karten der sogenannten Papi (Päpstin, Papst, Kaiserin und Kaiser) eliminiert und durch neutrale Bilder ersetzt.

### Court de Gébelin

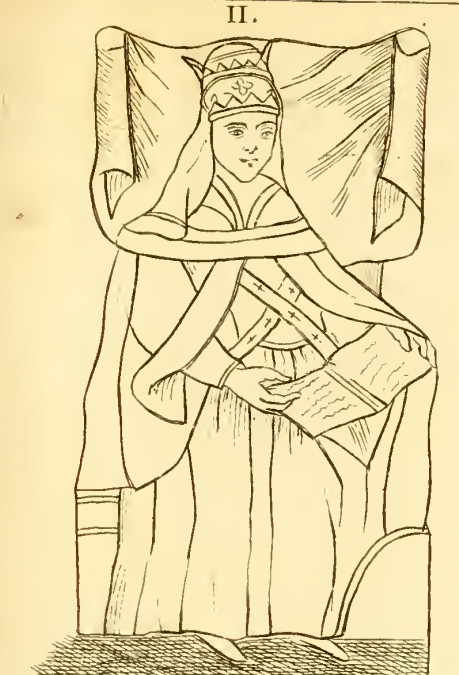
Die Hohepriesterin mit angedeuteten Hörnern bei Court de Gébelin (1781)

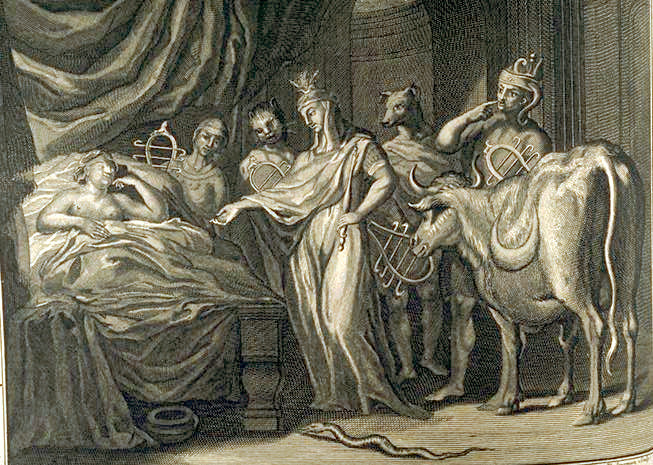
Isis mit ihrem Gefolge erscheint der schwangeren Telethusa (französische Ovid-Illustration von 1732)

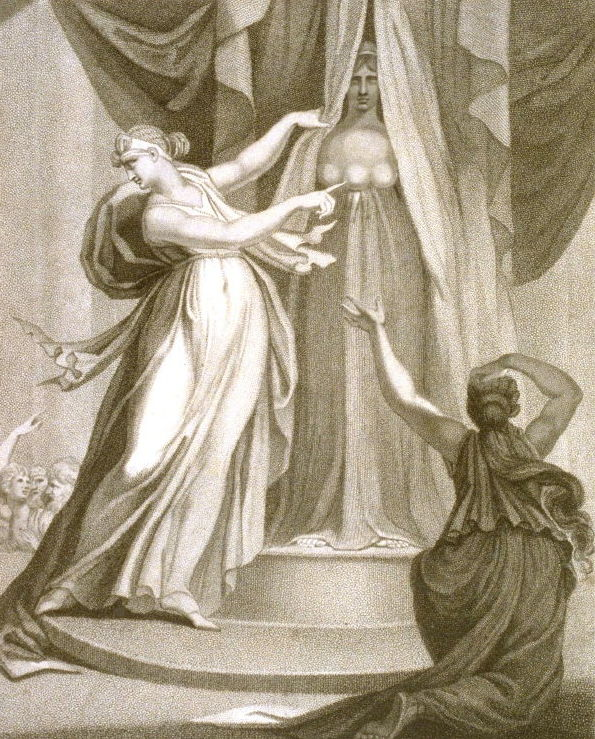
Im Tempel der Natur (hier mit Isis identifiziert) wird der Schleier gelüftet (1803).

Einen Wendepunkt in der Geschichte des Tarot bildete ein Aufsatz von Antoine Court de Gébelin in dessen Le Monde primitif analysé et comparé avec le monde moderne von 1781, in dem er die These eines ägyptischen Ursprungs des Tarot formulierte und die traditionellen Bilder der Trümpfe aufgrund dieser These neu interpretierte. Dieser Aufsatz markiert den Beginn der Entwicklung hin zum modernen esoterischen Tarot. Zu den Trümpfen II und V schreibt Court de Gébelin:

„Nummer II und III zeigen zwei Frauen und die Nummern IV und V deren Ehemänner: es sind die weltlichen und geistigen Führer der Gesellschaft. […] Nummer V stellt den Obersten Hierophanten oder Hohepriester dar, die Nummer II die Hohepriesterin, seine Ehefrau: es ist bekannt, dass bei den Ägyptern die obersten Priester verheiratet waren. Wären diese Karten eine moderne Erfindung, so gäbe es keine „Hohepriesterin“ und schon gar keine „Päpstin“, wie sie von den deutschen Kartenherstellern lächerlicherweise betitelt wird.
Die Hohepriesterin sitzt in einem Armstuhl und trägt ein langes Gewand mit einer Art Schleier hinter dem Kopf, der sich über der Brust kreuzt. Sie trägt eine doppelte Krone mit zwei Hörnern, ähnlich jener der Isis, auf ihren Knien hält sie ein aufgeschlagenes Buch und zwei mit Kreuzen verzierte Schärpen über der Brust gekreuzt, die dort ein X bilden.“

Wie man sieht, bleibt Court de Gébelin im Wesentlichen bei der traditionellen Ikonografie, die Papstkrone ist allerdings keine Papstkrone mehr, sondern eine hörnergeschmückte Krone der Isis, wobei eher an den Kopfschmuck der Hathor zu denken sein wird. Dabei ist zu berücksichtigen, dass die Vorstellungen vom Kopfschmuck ägyptischer Gottheiten im Frankreich des Jahres 1781 eher verschwommen waren, wie man an zeitgenössischen Stichen ablesen kann.
Court de Gébelin erwähnt hier auch den in der Vorstellung des 18. Jahrhunderts eng mit Isis verknüpften Schleier, eine Verbindung, die auf antike Berichte über ein Bildnis der Isis im Tempel von Sais zurückgeht. Plutarch schreibt, das dortige Bildnis der Isis, die er mit Athene identifiziert, trüge die Inschrift: „Ich bin alles, was ist, was gewesen ist und was sein wird. Kein sterblicher Mensch hat meinen Schleier aufgehoben.“ So wird der Text jedenfalls von Schiller wiedergegeben. Tatsächlich ist an der Stelle von einem Peplos, also einem traditionellen griechischen Frauengewand die Rede. Die Deutung als Schleier stammt aus dem 17. Jahrhundert. Der englische Philosoph und Theologe Ralph Cudworth übersetzt „I am all that Hath been, Is, and Shall be, and my Peplum or Veil, no mortal hath ever yet uncovered“ und konstruiert daraus das Konzept einer verborgenen Gottheit, ähnlich dem biblischen Jahwe, dessen Angesicht selbst Moses nicht sehen durfte. In der Folge wird das Gewand völlig fallen gelassen und dafür ein Schleier gehoben, hinter dem sich eine möglicherweise nackte Wahrheit oder eine unerkennbare Weisheit verbergen mag. Das Konzept findet als Schleier der Isis Eingang in die Ikonografie des 18. Jahrhunderts und wird in allegorischen Darstellungen der den Schleier der Isis lüftenden Wissenschaft häufig verwendet, in der Literatur erscheint das verschleierte Bildnis zu Sais in Schillers gleichnamiger Ballade und auch in Novalis’ Romanfragment Die Lehrlinge zu Sais spielt es eine Rolle, im esoterischen Kontext dann später beispielsweise im Titel von Helena Petrovna Blavatskys Hauptwerk Isis Unveiled („Isis entschleiert“).

### Papus

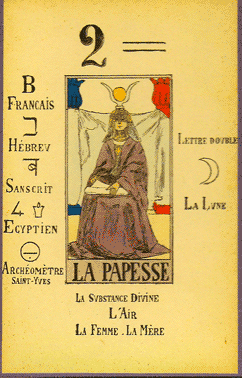
Kartenentwurf von Papus (1909)

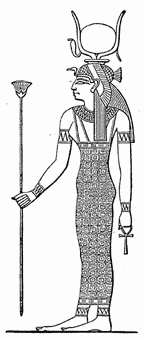
Hathor in Meyers Lexikon (1885)

Den nächsten Schritt hin zum esoterischen Tarot unternahm der französische Okkultist Papus 1909 in seinem Buch Le Tarot Divinatoire, indem er die Ikonografie der esoterischen Interpretation anpasste. Als Titel der Karte beließ er es seltsamerweise bei La Papesse („Die Päpstin“).
Die Karte zeigt nun eine sitzende weibliche Gestalt in langer, die Füße bedeckender Robe. Auf ihren Knien hält sie nun kein Buch mehr, sondern eine Buchrolle.
Die obere Gesichtshälfte ist von einem Schleier bedeckt, im Hintergrund sieht man einen Vorhang aufgespannt, dahinter, teilweise vom Vorhang verborgen, zwei ägyptischen Säulen, die linke blau und die rechte rot, wodurch die traditionelle Farbgebung älterer Decks aufgenommen wird. Die sitzende Gestalt ist nun explizit als Göttin gekennzeichnet, indem sie den Kopfschmuck der Hathor trägt, die christlichen Bezüge sind zu einem auf der Brust getragenen Kreuz abgeschmolzen.

### Waite-Deck

Krone der Hohenpriesterin im Waite-Deck

Von diesem Entwurf bei Papus ist es nur ein kleiner Schritt zur Darstellung der Hohenpriesterin im Waite-Deck, einem der heute meistverbreiteten Tarot-Decks, das von Arthur Edward Waite, einem englischen Okkultisten und Angehörigen der esoterischen Gemeinschaft des Golden Dawn entworfen und von der Künstlerin Pamela Colman Smith ausgeführt wurde.
In diesem Deck trägt die Karte nun auch den Titel The High Priestess („Die Hohepriesterin“). Das Bild zeigt wie bei Papus eine sitzende weibliche Gestalt in langem Gewand mit einem großen weißen Kreuz auf der Brust – Waite spricht von einem „solaren Kreuz“ – vor zwei Säulen, zwischen denen ein Vorhang gespannt ist, der mit Palmen und Granatäpfeln bestickt ist. Auf ihren Knien hält sie halb verdeckt eine Buchrolle, die den Titel TORA trägt, wodurch einerseits direkt Bezug genommen wird auf die Tora, also die Fünf Bücher Mose im Judentum, andererseits durch die bekannten Anagramme TARO[T] und ROTA (lateinisch für „Rad“, vgl. die Karte Das Rad des Schicksals) auf das Tarot selbst. Auf dem Kopf (das Gesicht ist nun unverschleiert) trägt sie ein Diadem, das nicht mehr der Hathor-Krone entspricht, sondern aus einer Scheibe und zwei Mondsicheln zusammengesetzt ist. Der Mond ist traditionell mit dem Element Wasser verknüpft (man denke an die Gezeiten) und das Thema Wasser-Mond wird im Bild noch mehrfach aufgenommen. So befindet sich zu Füßen der Hohepriesterin die schmale Sichel eines zunehmenden Mondes und das über die Füße zu Boden fallende Gewand scheint sich dort in Wellengekräusel aufzulösen. Außerdem erstreckt sich hinter den Säulen eine weite Wasserfläche mit einigen Hügeln am Horizont oder flach über dem Wasser schwebenden Wolken.
So ähnlich die Darstellung der stark ägyptisierenden Interpretation von Papus zu sein scheint, so oberflächlich ist diese Ähnlichkeit. Mehrere Bilddetails signalisieren nämlich die Abkehr von einer „ägyptischen“ und die Hinwendung zu einer kabbalistischen Lesart. Da ist die schon erwähnte Torarolle, außerdem tragen die beiden Säulen die Buchstaben „B“ (links, schwarze Säule) und „J“ (rechts, weiße Säule). Die Buchstaben stehen für Jachin und Boas, die beiden bronzenen Säulen am Tempel von Jerusalem, die nach biblischer Überlieferung König Salomo von dem tyrischen Baumeister Hiram Abif hatte herstellen lassen. Diese beiden Säulen spielen eine bedeutende Rolle in der freimaurerischen Legende und sind ein Bestandteil des symbolischen Freimaurertempels. Die Kapitelle der beiden Säulen haben (nun wieder ägyptisierend) die Form geöffneter Lotosblüten.
Waite schreibt über das Wesen der Hohenpriesterin, die kabbalistischen Bezüge betonend:

„Auf eine Weise stellt sie selbst die Große Mutter dar – mit anderen Worten, ihre leuchtende Widerspiegelung. Im Sinne der Widerspiegelung wird ihr der wahrhaftigste und höchste Name in der Symbolik zugeschrieben – Shekinah, die Anwesenheit der Göttlichen Herrlichkeit. Laut der Kabbala gibt es sowohl oben wie unten eine Shekinah. In den höheren Welten wird sie Binah, die Höhere Vernunft genannt, die sich in den Emanationen der unteren Welten spiegelt. In der unteren Welt wird sie als Malkuth bezeichnet – es genügt für unsere Zwecke, wenn wir dieses Sein der Welt als gesegnetes Königreich verstehen – es empfängt den Segen durch die innewohnende Herrlichkeit. Mit den Worten der Mystik gesprochen, ist Shekinah die Geistige Braut des gerechten Menschen, wenn dieser das Gesetz [d.i. die Tora] liest teilt sie ihm die göttliche Bedeutung mit. In mancher Hinsicht ist diese Karte die höchste und heiligste aller Arkane.“

### Crowley-Deck
Die Karte wird in Crowleys Book of Thoth zwar The High Priestess genannt, im Deck hat die Karte allerdings den Titel The Priestess.
Wie schon Waite ordnet Crowley der Priesterin astrologisch den Mond zu, weshalb rechts neben dem Kartentitel das astrologische Mondsymbol und links daneben der hebräische Buchstabe ג (Gimel) erscheint.
In Crowleys Interpretation hat die Zuordnung der Tarot-Trümpfe zu den Pfaden zwischen den Sephiroth im kabbalistischen Baum des Lebens zentrale Bedeutung. Dort entspricht der Priesterin die Verbindung zwischen der obersten Sephira Kether und Tiphereth (Schönheit), der zentralen Sephira auf der mittleren Säule des Lebensbaums. In der esoterischen Zuordnung der 22 Pfade zu den 22 Buchstaben des hebräischen Alphabets entspricht diesem Pfad der Buchstabe Gimel (hebräisch für „Kamel“), weshalb dann am unteren Kartenrand auch ein Kamel gezeigt wird. Gimel ist der dritte Buchstabe im hebräischen Alphabet, wenn man die Zählung mit Null (die dem Narren zugeordnete Zahl) beginnt entspricht ihm die Zahl 2.
Die dargestellte weiblich Figur ist – anders als in den älteren Decks und bei Waite – nun nackt, allerdings sitzt sie nicht vor einem Schleier oder Vorhang, sondern ist halb verborgen hinter einem Schleier aus Licht, den sie mit beiden Händen emporhält, zugleich berühren ihre Hände die zu beiden Seiten angedeuteten Säulen.
Der Schleier wird gebildet durch ein Netz aus leuchtend-weißen Kurven, die sich zu einer Hyperbel mit Scheitelpunkt im Nabel der Sitzenden verdichten. Oberhalb der Hyperbel bilden die Kurven zwei Wirbel an der Position der Ellenbogen. Die von den Wirbeln ausgehenden Linien sind verknüpft mit der Form einer liegenden Acht, einer Lemniskate, dem mathematischen Symbol des Unendlichen, welche die geschlossenen Augen der Sitzenden umschlingt. Der Kopfschmuck entspricht der Form der Krone bei Waite, hinter dem Kopf erscheinen sieben übereinander flach liegende Mondsicheln.
Über den Lichtschleier schreibt Crowley:

„This light is the menstruum of manifestation, the goddess Nuith, the possibility of Form. This first and most spiritual manifestation of the feminine takes to itself a masculine correlative, by formulating in itself any geometrical point from which to contemplate possibility. This virginal goddess is then potentially the goddess of fertility. She is the idea behind all form; as soon as the influence of the triad descends below the Abyss, there is the completion of concrete idea.“

„Dieses Licht ist das Menstruum der Formwerdung, die Göttin Nut, das Formungspotential. Diese erste und spirituellste Manifestation des Weiblichen bildet in sich ein männliches Gegenüber, indem jeder Ausgangspunkt des Werdens in ihr repräsentiert ist. Diese jungfräuliche Göttin ist potentiell eine Fruchtbarkeitsgöttin. Sie ist die aller Form zugrunde liegende Idee; sobald der Einfluss der Triade den Abgrund überwunden hat, kann die Idee zu Gestalt und Gegenstand werden.“

Crowley identifiziert die Figur der Priesterin sowohl mit der ägyptischen Isis als auch mit der griechisch-vorderasiatischen Artemis, allerdings in ihren abstraktestem Aspekt. Zwar sind es Mutter- und Fruchtbarkeitsgottheiten, jedoch ist hier weniger die Mater (lateinisch für „Mutter“) als eher die Matrix als Wurzel und Ursprung aller Formwerdung zu sehen. Das entspricht dem Sephirothpfad zwischen Kether, der höchsten, noch völlig formlosen Stufe des Göttlichen, und Tiphereth, der schon dem sich in Formen differenzierenden Teil der Schöpfung zuzurechnenden Sephira. Insbesondere Artemis wird traditionell mit Reinheit und Jungfräulichkeit assoziiert, um diese Verbindung anzudeuten, trägt die Priesterin auf ihrem Schoß einen Bogen, die Waffe der Artemis. Ansonsten ist die Darstellung der Priesterin stark ägyptisierend und der Erscheinung altägyptischer Sitzfiguren nachempfunden. Das drückt sich aus in der Perückenform der Haartracht, in der schlichten Form des Thrones der Priesterin und auch in ihrer Halbnacktheit, die der durch die sehr dünnen Leinengewänder kaum verhüllten Formen weiblicher Gottheiten in den ägyptischen Plastiken entspricht.
Dem Aspekt der Formwerdung und Formgebung entsprechend sind unterhalb der Priesterin „werdende Formen, Wirtel, Kristalle, Samen, Fruchtkapsel [zu sehen], welche die Anfänge des Lebens symbolisieren.“ Von den vier Kristallen entsprechen drei – nämlich Tetraeder (rechts oben), Dodekaeder (rechts unten) und Oktaeder (links oben) – platonischen Körpern, stellvertretend für Grundformen der Geometrie. Die Formen von Oktaeder und Ikosaeder fehlen, stattdessen erscheint links unten eine würfelartige Form mit auf den Seitenflächen aufgesetzten Pyramiden.

## Entsprechungen und Deutung
Die folgenden esoterischen Entsprechungen werden der Hohepriesterin im esoterischen Tarot zugeordnet:
- Numerologie: Zahl 2
- Kabbala: Buchstabe ג (Gimel); Pfad zwischen den Sephiroth Kether und Tiphereth; Sephira Binah
- Mythologie: Hathor, Isis, Nut, Artemis, Juno, Schechina, Maria Regina
- Attribute: Mondsichel, Wasser, Pfeil und Bogen, Buch oder Schriftrolle, Schleier
- Astrologie: Mond

Wie bei den Großen Arkanen allgemein, so ist es auch hier schwierig, bei der Vielzahl der Deutungen so etwas wie einen gemeinsamen Nenner zu finden. Selbst die sich auf ein konkretes Deck beziehenden Deutungen weichen erheblich voneinander ab, je nachdem, welchem Weg die Assoziationen des jeweiligen Autors folgen.
Was die moderne Esoterik betrifft, so ist immerhin der Schleier als Symbol des Verborgenen und zugleich der Offenbarung des Verborgenen ein verbreitet aufgenommenes Element. Die Deutung kann sich dann auf verschiedenen Ebenen vollziehen, etwa sehr hoch angesetzt die Offenbarung des Göttlichen und erste in die Formenwelt hinabwirkende Emanation Gottes im Schöpfungsakt, oder, auf niederer Ebene, ein schlicht-alltägliches Geheimnis beziehungsweise dessen Offenlegung. Auf einer mittleren Ebene ist die Priesterin dann die, welche Erleuchtung gewährt oder verwehrt – oder einen eingeschränkten Blick hinter den Schleier in Form prophetischer Offenbarung ermöglicht. Was – wieder etwas niedriger angesetzt – die Priesterin zur Verkörperung von Intuition und Weisheit macht.
Wie sonst grundsätzlich auch wird die divinatorische Deutung auch davon abhängen, ob die von der Karte dargestellte Symbolik den Fragenden repräsentiert oder konfrontiert. Was sich wiederum aus der Position der Karte im verwendeten Legesystem ergeben kann.